# 五箇山インターチェンジ
五箇山インターチェンジ（ごかやまインターチェンジ）は、富山県南砺市上中田にある東海北陸自動車道のインターチェンジである。
当ICの北にある袴腰トンネルは危険物積載車両通行禁止のため、同トンネルを含む当IC - 福光IC間は当該車両は通行できない。

## 歴史
- 2000年（平成12年）9月30日 - 東海北陸自動車道の当IC - 福光IC間の開通に伴い[6][7]、供用開始[1][2][3]。
- 2002年（平成14年）11月16日 - 白川郷IC - 当IC間が開通[2][6][7]。

## 道路
- E41 東海北陸自動車道（15番）

## 料金所
- ブース数：3

### 入口
- ブース数：1
  - ETC/一般：1

### 出口
- ブース数：2
  - ETC専用：1
  - 一般：1

## 接続する道路
- 国道156号[3]

## 周辺
- 庄川
- 白川郷・五箇山の合掌造り集落
  - 菅沼合掌集落
  - 相倉合掌集落
- 道の駅上平
- 道の駅たいら
- くろば温泉
- ふれあい温泉センターゆー楽
- タカンボースキー場
- たいらスキー場
- 飛越峡合掌ライン（国道156号）
  - 飛越七橋
- 桂湖

## 隣
E41 東海北陸自動車道
(14)白川郷IC - 飛驒白川PA - 椿原橋 - 椿原トンネル - (15)五箇山IC - 袴腰トンネル - 城端トンネル  - (15-1)城端SA/SIC - (16)福光IC